# JR東日本レンタリース
JR東日本レンタリース株式会社（ジェイアールひがしにほんレンタリース）は、日本のレンタカー・カーリース事業を営む企業。
東日本旅客鉄道（JR東日本）の子会社（連結子会社）。

## 概要
親会社の東日本旅客鉄道がトレン太くんのCMを行っているが、実際の駅レンタカー事業としての車両貸し出しを行っている。カーリース事業の顧客はJR東日本グループを中心としたものである。

## 沿革
- 1970年
  - 6月 - 「駅レンタカーみちのく」が日本最初の駅レンタカー会社として発足
  - 7月1日 - 「駅レンタカーみちのく」が郡山駅・会津若松駅・福島駅・仙台駅・盛岡駅・青森駅・山形駅・秋田駅で、「駅レンタカー信州」が長野駅・松本駅・茅野駅（季節営業）・高崎駅でそれぞれ営業開始[2]。
- 1971年
  - 4月 - 「駅レンタカー関東」設立
  - 7月 - 「駅レンタカー日本海」設立
- 1974年7月 - 上記3社が統合、「駅レンタカー東日本」となる
- 1992年3月1日 - 「ジェイアール東日本オートリース」及び「駅レンタカー上信高原」が合併し、『ジェイアール東日本レンタリース（株）』発足
- 1999年12月4日 - さくらんぼ東根営業所開業[3]
- 2000年1月31日 - 四ッ谷営業所閉店[3]
- 2002年12月1日 - いわて沼宮内営業所・二戸営業所開業[4]
- 2003年
  - 3月31日 - ひたち野うしく営業所閉鎖[4]
  - 6月1日 - 勝田営業所開業[4]
  - 11月1日 - 水上営業所開業[4]
- 2004年
  - 3月13日 - 本庄早稲田営業所開業[4]
  - 3月31日 - 大館営業所廃止[4]
  - 4月1日 - 村上営業所・象潟営業所開業[4]
  - 8月1日 - 鰺ヶ沢営業所開業[4]
  - 11月1日 - 仙台空港営業所開業[4]
- 2005年
  - 2月10日 - 茂原営業所開業[4]
  - 4月1日 - 鳴子温泉営業所開業[4]
  - 6月30日 - 下諏訪営業所廃止[4]
  - 7月1日 - 伊豆急下田営業所開業[4]
  - 9月30日 - 古河営業所廃止[4]
- 2006年
  - 3月18日 - 日光（東武日光）営業所・鬼怒川温泉営業所開業[4]
  - 4月1日 - 赤湯営業所開業[4]、雫石営業所閉鎖[3]
  - 8月1日 - 村山営業所開業[4]
- 2008年
  - 3月31日 - 奥多摩営業所・武蔵五日市営業所廃止[4]
  - 4月1日 - 気仙沼営業所営業開始[4]
  - 4月19日 - 万座鹿沢口営業所廃止[4]
  - 4月30日 - つくばターミナル営業所廃止[4]
  - 6月1日 - 石岡営業所営業開始[4]
  - 11月30日 - 新宿営業所閉鎖[4]
- 2009年
  - 3月31日 - 八王子営業所営業終了[4]
  - 4月20日 - 糸魚川営業所開業[3]
  - 4月30日 - 象潟営業所営業終了[4]
- 2010年
  - 6月30日 - 横手営業所営業休止[4]
  - 9月30日 - 鬼怒川営業所営業終了[5]
  - 12月3日 - 青森営業所・野辺地営業所営業終了[5]
  - 12月4日 - 新青森営業所・七戸十和田営業所開業[5]
- 2011年
  - 3月25日 - 横浜営業所営業終了[5]
  - 3月31日 - 白馬営業所営業終了[5]
  - 6月30日 - 仙台空港営業所営業終了[5]
  - 9月30日 - 大湊営業所営業終了[4]
  - 10月1日 - 下北営業所開業[4]
  - 10月26日 - 釜石営業所営業再開[5]
- 2012年10月31日 - 村上営業所廃止[3]
- 2013年
  - 3月31日 - 戸倉営業所営業終了[3]
  - 4月1日 - 久慈営業所開業[4]
  - 4月5日 - 村上営業所開業[4]
  - 8月1日 - 青森営業所開業[5]
  - 10月1日 - 石和温泉営業所開業[4]
- 2014年
  - 3月31日 - 気仙沼営業所営業終了[3]
  - 7月31日 - 村上営業所営業終了[4]
- 2015年
  - 3月13日 - 川崎営業所・直江津営業所営業終了[5]
  - 3月14日 - 上越妙高営業所・飯山営業所開業[5]
- 2016年3月25日 - 奥津軽いまべつ営業所開業[5]
- 2017年 - 本社を東京都千代田区神田練塀町に移転[6]
  - 3月31日 - 両国営業所閉鎖[5]
  - 8月28日 - 社名を『JR東日本レンタリース』に変更[5]
  - 10月31日 - 信濃大町営業所営業終了[5]
  - 11月30日 - 猪苗代営業所営業終了[5]
  - 12月14日 - 水上営業所営業終了[5]
- 2018年
  - 2月1日 - 新町営業所・伊勢崎営業所開業[5]
  - 2月28日 - 桐生営業所閉鎖[5]
  - 3月31日 - 勝田営業所閉鎖[5]
  - 4月1日 - 伊豆高原営業所開業[5]
  - 10月1日 - 天童営業所開業[5]
  - 12月1日 - 川崎営業所開業[5]
  - 12月17日 - 牛久営業所開業[5]
- 2019年
  - 3月28日 - 羽後本荘営業所開業[5]
  - 4月1日 - 韮崎営業所開業[5]
  - 7月31日 - 川崎営業所閉鎖[7]
- 2024年1月10日 - 簡易株式交換により東日本旅客鉄道の完全子会社になる。

## 営業拠点
2000年3月現在
- 東北エリア
- 上越・甲信越エリア
- 関東エリア

2019年10月現在
- 東北エリア
  - 青森県
    - 奥津軽いまべつ営業所
    - 新青森営業所
    - 青森営業所
    - 八戸営業所
    - 弘前営業所
    - 七戸十和田営業所
    - 下北営業所

  - 秋田県
    - 角館営業所
    - 横手営業所
    - 大館営業所
    - 羽後本荘営業所
    - 大曲営業所
    - 秋田営業所
    - 東能代営業所
    - 田沢湖営業所

  - 岩手県
    - 水沢江刺営業所
    - 北上営業所
    - 新花巻営業所
    - 盛岡営業所
    - いわて沼宮内営業所
    - 一ノ関営業所
    - 遠野営業所
    - 久慈営業所
    - 二戸営業所
    - 宮古営業所
    - 釜石営業所

  - 宮城県
    - 石巻営業所
    - 仙台営業所
    - 白石蔵王営業所
    - くりこま高原営業所
    - 古川営業所
    - 鳴子温泉営業所

  - 山形県
    - 天童営業所
    - 米沢営業所
    - 山形営業所
    - さくらんぼ東根営業所
    - 赤湯営業所
    - かみのやま温泉営業所
    - 村山営業所
    - 新庄営業所
    - 高畠営業所
    - 鶴岡営業所
    - 酒田営業所

  - 福島県
    - 泉営業所
    - いわき営業所
    - 郡山営業所
    - 福島営業所
    - 会津若松営業所
    - 新白河営業所
- 関東・伊豆エリア
  - 東京都
    - 東京営業所
    - 町田営業所

  - 神奈川県
    - 新横浜営業所
    - 小田原営業所
    - 横浜営業所
    - 藤沢営業所

  - 千葉県
    - 千葉営業所
    - 勝浦営業所
    - 木更津営業所
    - 茂原営業所
    - 銚子営業所
    - 館山営業所

  - 埼玉県
    - 大宮営業所
    - 本庄早稲田営業所
    - 熊谷営業所
    - 本庄営業所

  - 栃木県
    - 小山営業所
    - 日光（東武日光）営業所
    - 那須塩原営業所
    - 宇都宮営業所

  - 茨城県
    - 取手営業所
    - 土浦営業所
    - 水戸営業所
    - 日立営業所
    - 石岡営業所
    - 牛久営業所

  - 群馬県
    - 高崎営業所
    - 渋川営業所
    - 沼田営業所
    - 草津温泉営業所
    - 前橋営業所
    - 長野原草津口営業所
    - 上毛高原営業所
    - 安中榛名営業所
    - 伊勢崎営業所
    - 新町営業所

  - 静岡県（伊豆）
    - 熱海営業所
    - 伊豆急下田営業所
    - 伊東営業所
    - 伊豆高原営業所
- 甲信越エリア
  - 新潟県
    - 越後湯沢営業所
    - 長岡営業所
    - 新潟営業所
    - 燕三条営業所
    - 上越妙高営業所
    - 十日町営業所
    - 柏崎営業所
    - 佐渡両津営業所

  - 長野県
    - 上田営業所
    - 松本営業所
    - 飯山営業所
    - 佐久平営業所
    - 木曽福島営業所
    - 長野営業所
    - 軽井沢営業所
    - 茅野営業所
    - 上諏訪営業所
    - 塩尻営業所

  - 山梨県
    - 小淵沢営業所
    - 甲府営業所
    - 大月営業所
    - 石和温泉営業所
    - 韮崎営業所

## 出身著名人
- 仁志田昇司 - 元社長、現伊達市市長